# División de Honor de bádminton 2011-12
La temporada 2011-12 fue la 26.ª edición de la División de Honor de bádminton en España, máxima categoría de este deporte en el país. Fue organizada por la Federación Española de Bádminton. La disputaron 12 equipos distribuidos en dos grupos. La temporada regular comenzó el 17 de septiembre de 2014 y finalizó el 28 de enero de 2015. El campeón fue el Soderinsa Rinconada, que se adjudicó su duodécimo título de liga.

## Equipos participantes
| Equipo                              | Ciudad            | Recinto                           |
| ----------------------------------- | ----------------- | --------------------------------- |
| CB IES La Orden                     | Huelva            | Polideportivo Diego Lobato        |
| Club Bádminton Rinconada            | La Rinconada      | Pabellón Fernando Martín          |
| Ibiza Bádminton Club                | Ibiza             | Polideportivo Insular Blancadona  |
| Club Badminton Pitiús               | Ibiza             | Polideportivo Insular Blancadona  |
| Club Bádminton Benalmádena          | Benalmádena       | Polideportivo Arroyo de la Miel   |
| Club Bádminton Alicante             | Alicante          | Pabellón Pedro Ferrándiz          |
| Xátiva-Valencia, Terra i Mar        | Játiva            | Polideportivo Municipal de Játiva |
| Club Bádminton Paracuellos Torrejón | Torrejón de Ardoz | Polideportivo Jorge Garbajosa     |
| Club Bádminton A Estrada            | Pontevedra        | Pabellón Coto Ferreiro            |
| Bantierra Huesca                    | Huesca            | Pabellón Juan XXIII               |
| Club Bádminton Jorge Guillén        | Málaga            | Polideportivo Carranque           |
| Club Bádminton Veleta               | Granada           | Pabellón de Bola de Oro           |

## Clasificación

### Grupo A
| N. | Equipo               | Puntos | Jugados | Victorias | Empates | Perdidos | Partidos | Juegos | Puntos    |
| -- | -------------------- | ------ | ------- | --------- | ------- | -------- | -------- | ------ | --------- |
| 1  | Soderinsa Rinconada  | 27     | 10      | 9         | 0       | 1        | 55-15    | 117-35 | 3005-2136 |
| 2  | Ibiza Badminton Club | 18     | 10      | 6         | 0       | 4        | 41-29    | 89-74  | 2822-2785 |
| 3  | C.B. Alicante        | 18     | 10      | 6         | 0       | 4        | 39-31    | 84-67  | 2629-2506 |
| 4  | C.B. Benalmadena     | 18     | 10      | 6         | 0       | 4        | 35-35    | 77-78  | 2748-2687 |
| 5  | Bantierra Huesca     | 9      | 10      | 3         | 0       | 7        | 22-48    | 52-105 | 2517-2944 |
| 6  | C.B. Jorge Guillén   | 0      | 10      | 0         | 0       | 10       | 18-52    | 48-108 | 2341-3004 |

### Grupo B
| N. | Equipo                            | Puntos | Jugados | Victorias | Empates | Perdidos | Partidos | Juegos | Puntos    |
| -- | --------------------------------- | ------ | ------- | --------- | ------- | -------- | -------- | ------ | --------- |
| 1  | C.B. IES La Orden                 | 30     | 10      | 10        | 0       | 0        | 59-11    | 122-32 | 3003-2226 |
| 2  | C.B. Torrejón Paracuellos Saglas  | 18     | 10      | 6         | 0       | 4        | 42-28    | 96-61  | 2809-2501 |
| 3  | C.B. Veleta                       | 15     | 10      | 5         | 0       | 5        | 35-35    | 84-77  | 2848-2817 |
| 4  | C.B. Pitius                       | 15     | 10      | 5         | 0       | 5        | 30-40    | 66-90  | 2666-2847 |
| 5  | C.B. Xativa, Valencia Terra i Mar | 12     | 10      | 4         | 0       | 6        | 36-34    | 76-77  | 2640-2648 |
| 6  | Thebes&Reale A Estrada            | 0      | 10      | 0         | 0       | 10       | 8-62     | 21-128 | 2079-3006 |